# Bryodema yemashana
Bryodema yemashana är en insektsart som beskrevs av Qiao, G., Z. Zheng och X. Ou 1995. Bryodema yemashana ingår i släktet Bryodema och familjen gräshoppor. Inga underarter finns listade i Catalogue of Life.